# Dendropanax siamensis
Dendropanax siamensis là một loài thực vật có hoa trong Họ Cuồng cuồng. Loài này được (Craib) Merr. mô tả khoa học đầu tiên năm 1941.